# Azul Claro Numazu
Azul Claro Numazu (アスルクラロ沼津?) är ett fotbollslag från Numazu i Shizuoka prefektur, Japan. Laget spelar för närvarande (2023) i lägsta proffsligan J3 League.

## Placering tidigare säsonger
| Säsong | Nivå | Liga      | Placering | Referens | Notering |
| ------ | ---- | --------- | --------- | -------- | -------- |
| 2017   | 3    | J3 League | 3         | [ 1 ]    |          |
| 2018   | 3    | J3 League | 4         | [ 2 ]    |          |
| 2019   | 3    | J3 League | 12        | [ 3 ]    |          |
| 2020   | 3    | J3 League | 12        | [ 4 ]    | Pandemin |
| 2021   | 3    | J3 League | 14        | [ 5 ]    | Pandemin |
| 2022   | 3    | J3 League | 15        | [ 6 ]    | Pandemin |
| 2023   | 3    | J3 League | 13        | [ 7 ]    |          |
| 2024   | 3    | J3 League | 10        | [ 8 ]    |          |

## Matchtröjor
| Home kit - 1st | Home kit - 1st | Home kit - 1st | Home kit - 1st | Home kit - 1st |
| -------------- | -------------- | -------------- | -------------- | -------------- |
| 2017           | 2018           | 2019           | 2020           | 2021           |
| 2022 -         |                |                |                |                |
|                |                |                |                |                |

| Away kit - 2nd | Away kit - 2nd | Away kit - 2nd | Away kit - 2nd | Away kit - 2nd |
| -------------- | -------------- | -------------- | -------------- | -------------- |
| 2017           | 2018           | 2019           | 2020           | 2021           |
| 2022 -         |                |                |                |                |
|                |                |                |                |                |

|  | Other kit - 3rd                    | Other kit - 3rd                          |
|  | ---------------------------------- | ---------------------------------------- |
|  | 2021 · 30th Anniversary · Memorial | 2022 · Love Live! · Sunshine!! · edition |
|  |                                    |                                          |

## Trupp 2022
Aktuell 23 april 2022.
| Nr | Land  | Pos | Namn                |
| -- | ----- | --- | ------------------- |
| 1  | Japan | MV  | Masataka Nomura     |
| 2  | Japan | F   | Tomoki Fujisaki     |
| 3  | Japan | F   | Tatsuya Anzai       |
| 4  | Japan | F   | Akira Osako         |
| 6  | Japan | MF  | Ryoma Kita          |
| 7  | Japan | MF  | Kosei Uryu          |
| 8  | Japan | MF  | Kenshiro Suzuki     |
| 10 | Japan | A   | Ryo Watanabe        |
| 11 | Japan | MF  | Kazuki Someya       |
| 13 | Japan | F   | Yuya Tsukagi        |
| 14 | Japan | MF  | Kotaro Tokunaga     |
| 15 | Japan | MF  | Takuya Sugai        |
| 17 | Japan | A   | Noah Kenshin Browne |
| 19 | Japan | F   | Tomoyuki Maekawa    |

| Nr | Land     | Pos | Namn                                   |
| -- | -------- | --- | -------------------------------------- |
| 20 | Japan    | MF  | Naoki Sato                             |
| 22 | Japan    | F   | Terukazu Shinozaki                     |
| 25 | Japan    | MF  | Teruyoshi Ito                          |
| 27 | Malaysia | A   | Hadi Fayyadh (lån frånFagiano Okayama) |
| 28 | Japan    | F   | Koki Inoue                             |
| 29 | Japan    | A   | Taiga Sugimoto                         |
| 30 | Japan    | MV  | Daiki Mitsui (lån från Nagoya Grampus) |
| 31 | Japan    | MF  | Haruki Toyama                          |
| 33 | Japan    | MF  | Junya Takahashi                        |
| 37 | Vietnam  | MF  | Bùi Ngọc Long (lån från Saigon FC)     |
| 38 | Japan    | F   | Takumi Hama                            |
| 45 | Japan    | MV  | Hiromu Musha                           |
| 47 | Vietnam  | A   | Nguyễn Văn Sơn (lån från Saigon FC)    |